# Festival interceltique de Lorient 1974
La 4e édition du Festival interceltique des Cornemuses de Lorient se déroule du 3 au 12 août 1974. Il accueille des musiciens venus d'Irlande, Ecosse, pays de Galles, Cornouailles, Bretagne et île de Man.
Pour la première fois, un spectacle de danse intégrant des jeux de lumières se tient au stade du Moustoir.
Parmi les nombreuses manifestations, on trouve notamment : 
- Le Championnat national des bagadoù au Parc du Moustoir, remporté par le bagad Brest Saint Mark. C'est la dixième fois qu'ils sont sacrés « champions de Bretagne »[4].
- Le « Triomphe des cornemuses et batteries » au Parc du Moustoir.
- Le « Triomphe des sonneurs », défilé dans rues de Lorient.
- Baleadenn Veur, le grand défilé folklorique des bagadoù, cercles celtiques et délégations venues d'Ecosse et du pays de Galles à travers les rues de la ville (2 500 participants).
- Messe en breton à l'église Saint-Louis.
- « Festival interceltique » au Parc du Moustoir avec, entre autres, le bagad des Meuniers de Vannes, le Cercle Brizeux de Lorient et le Dysart and Dundonald Pipe Band (en).
- « Fest Noz Braz » place de l'Hôtel de Ville.
- « Soirée Kan ar Bobl (folk song) » au Palais des Congrès avec Gweltaz ar Fur, Dir Ha Tan, Kanerien en Noz ou encore Merhed an Oriant.
- Soirée irlandaise au Palais des Congrès avec The Chieftains, etc.
- Soirée écossaise au Palais des Congrès avec The McCalmans (en), Isla St Clair (en), pipe bands et danseurs.
- Friko Kol (potée bretonne et cabaret breton) au Palais des Congrès avec Ar Sonerien Du, Michel Tonnerre, Michkaël Yaouank et les sœurs L'Hour.
- « Fête du poisson » du port de pêche avec jeux nautiques et feu d'artifice au pont-coupé, « Cotriade monstre » sous la criée du port de pêche de Keroman.
- « Jeux des nations celtes » au Parc des sports.
- Expositions de peintures, de livres bretons et de produits bretons, irlandais et écossais.